# La nuit est à nous (film, 1953)
Pour les articles homonymes, voir La nuit est à nous.
Pour plus de détails, voir Fiche technique et Distribution.
La nuit est à nous est un film français réalisé par Jean Stelli, sorti en 1953.

## Synopsis
La relation amoureuse difficile entre Françoise, pilote d'essai, et Alain, un as de la guerre qui ne peut plus voler.

## Fiche technique
- Titre : La nuit est à nous
- Réalisation : Jean Stelli
- Scénario : François Chalais et Henri Vendesse, d'après la pièce de Henry Kistemaeckers
- Dialogues : François Chalais
- Décors : Jacques Colombier
- Costumes : Jacques Heim
- Photographie : Nicolas Hayer
- Son : Jacques Lebreton
- Musique : René Sylviano
- Maquillage : Hagop Arakelian
- Montage : Paul Cayatte
- Société de production : Compagnie nouvelle du cinéma (Paris)
- Pays d'origine :  France
- Format : Couleur (Gévacolor) - 1,37:1 - 35 mm - Son mono
- Genre : Comédie dramatique
- Durée : 90 min
- Date de sortie : 
  - France : 14 mai 1953

## Distribution
- Simone Renant : Françoise Clozat
- Jean Danet : Alain Brécourt
- Jean Murat : Le colonel Gribaldi
- Jean Debucourt : 	Besagne
- Virginia Keiley : Diana
- Germaine de France : Marthe
- Huguette Vergne : La secrétaire
- Paul Pavel :
- Christian Lude : L'imprésario de Diana
- Jean Berton : Le docteur
- Paul Barge
- Roger Bontemps : Le radio
- Jacques Butin
- Jacques Denoël : Un pilote
- Jean-Louis Le Goff : Toto